# Pseudauximus
Pseudauximus is een geslacht van spinnen uit de  familie van de Macrobunidae. 

## Soorten
- Pseudauximus annulatus Purcell, 1908
- Pseudauximus pallidus Purcell, 1904
- Pseudauximus reticulatus Simon, 1902